# Lydie Err
Pour les articles homonymes, voir Err.
Lydie Err, née le 23 avril 1949 à Pétange (Luxembourg), est une avocate et femme politique luxembourgeoise, membre du Parti ouvrier socialiste luxembourgeois (LSAP).

## Biographie
À la suite élections législatives du 17 juin 1984, Lydie Err fait son entrée à la Chambre des députés pour la circonscription Sud, où elle représente le Parti ouvrier socialiste luxembourgeois (LSAP). Réélue aux élections législatives de 1989, 1994, 1999, 2004 et 2009, elle démissionne pour raisons professionnelles avec effet au 31 janvier 2012 avant d'être remplacée par Georges Engel. 
Du 30 janvier 1998 au 7 août 1999, Lydie Err est secrétaire d'État aux Affaires étrangères, au Commerce extérieur, à la Coopération et aux Travaux publics au sein du gouvernement dirigé par Jean-Claude Juncker en remplacement de Georges Wohlfart,.
Au poste de médiateure (en luxembourgeois : Ombudsfra) de février 2012 à mars 2017, Lydie Err a traité près de 900 plaintes contre l'administration en 2016. Claudia Monti (lb) (DP) est élue par les députés à cette fonction le 21 mars 2017 et lui succède.

## Décorations
- Commandeur de l'ordre de la Couronne de chêne[5] (promotion 2005)
- Grand officier de l'ordre de Mérite du grand-duché de Luxembourg[6] (promotion 2010)